# Podiasa chiococcella
Podiasa chiococcella is een vlinder uit de familie van de stippelmotten (Yponomeutidae). De wetenschappelijke naam van de soort werd in 1900 gepubliceerd door Busck.